# Claire Keim
Pour les articles homonymes, voir Keim et Lefebvre.
Ne doit pas être confondu avec Claire Karm.
Claire Keim, née le 8 juillet 1975 à Senlis, dans l'Oise, est une actrice et chanteuse française.

## Biographie

### Enfance et formation
Son père et sa mère sont respectivement architecte et dentiste.[réf. nécessaire] Claire Lefebvre a un frère, Frédéric. Elle suit le Cours Florent de 1990 à 1991 puis, de 1992 à 1993, le cours d'art dramatique de Dominique Minot.

### Carrière
Pour se lancer dans son métier d'actrice et chanteuse, Claire prend le nom de sa mère (Keim) à la place de celui de son père (Lefebvre). Elle mène de front une carrière dans la musique, au théâtre, au cinéma, dans les séries télévisées et, plus récemment, d'animatrice.
Son album intitulé Où il pleuvra, dont le single Ça dépend est le premier extrait, est sorti le 10 janvier 2011. En octobre 2013, elle collabore avec le chanteur Aldebert sur le titre Les Amoureux de l'album Enfantillages 2.
Durant l'automne 2019, elle fait le buzz sur Twitter en reprenant des chansons des années 1980 / 90. Elle appelle cela grâce au hashtag "#chansonpourlesieuvs" ce qui signifie chansons pour les vieux.

### Engagements
En 2004, elle devient marraine de la Fondation Nicolas-Hulot et en 2006 celle de SOS Grand Blanc pour la protection du grand requin blanc. Claire Keim est aussi marraine de l'Association européenne contre les leucodystrophies (ELA). En 2011, elle soutient publiquement le chef amérindien Raoni Metuktire dans son combat contre le barrage de Belo Monte au Brésil.
Elle soutient en 2018 le collectif européen Pacte Finance Climat, destiné à promouvoir un traité européen en faveur d'un financement pérenne de la transition énergétique et environnementale pour lutter contre le réchauffement climatique.
En 2019, Claire Keim a été la marraine de la 7e édition du Txiki Festival qui a eu lieu à Biarritz[pertinence contestée].
Elle participe aux Enfoirés depuis 2005.

### Vie privée
Elle a partagé la vie du comédien Frédéric Diefenthal de 1999 à 2001.
Depuis juillet 2006, Claire Keim partage sa vie avec l'ancien footballeur de l'Équipe de France Bixente Lizarazu. Ils ont eu ensemble une fille prénommée Uhaina (vague en basque) née le 23 août 2008.

## Filmographie

### Cinéma

#### Longs métrages
- 1995 : Au petit Marguery de Laurent Bénégui : Mylène
- 1996 : La Belle Verte de Coline Serreau : Sonia
- 1996 : Oui d'Alexandre Jardin : Marie
- 1997 : J'irai au paradis car l'enfer est ici de Xavier Durringer : Claire
- 1997 : Barracuda de Philippe Haïm : Margot
- 1998 : Donne in bianco de Tonino Pulci
- 1999 : Matrimoni de Cristina Comencini : Catherine
- 2000 : The Girl de Sande Zeig : La fille
- 2000 : Le Sens des affaires de Guy-Philippe Bertin : Laetitia Zoët
- 2000 : Le roi danse de Gérard Corbiau : Julie
- 2001 : Le Roman de Lulu de Pierre-Olivier Scotto : Lulu
- 2001 : Ripper de John Eyres : Chantal Étienne
- 2002 : Féroce de Gilles de Maistre : Lucie
- 2003 : En territoire indien de Lionel Epp : Gladys
- 2014 : Respire de Mélanie Laurent : La tante de Charlie
- 2015 : Arrête ton cinéma ! de Diane Kurys : Julie

#### Courts métrages
- 1994 : Bout d'essai de Frédéric Darie
- 1994 : Tour Eiffel de Veit Helmer : Une prostituée
- 2001 : Le nouveau big bang de Nicolas Koretzky : Julie
- 2001 : Heureuse de Céline Nieszawer : La fille heureuse de ses cheveux
- 2003 : Good Dog d'Antoine Raimbault
- 2003 : Calypso Is Like So de Bruno Collet : La journaliste (voix)
- 2009 : The Magical Odyssey, the Child and the Earth de Dominique Benicheti : Titania (voix)
- 2021 : Eggshelter de Raphael Bluzet : La mère d'Hugo (voix)

### Télévision

#### Séries télévisées
- 1993 / 1997 : Highlander : La bonne / Marie
- 1994 : Les Yeux d'Hélène : Cornelia Volvani
- 1994 / 1999 : Le juge est une femme : Pauline Vivien / Catherine de Mornay
- 1999 : Vérité oblige : Claire Forestier
- 2002 : Vertiges : Emmanuelle / Céline
- 2004 : Petits Mythes urbains : La jolie fille
- 2004 : Zodiaque : Esther Delaître
- 2006 : Le Maître du Zodiaque : Esther Delaître
- 2009 : Éternelle : Elle
- 2010 - 2012 : Les Edelweiss : Anne-Sophie
- 2018 : Insoupçonnable : Muriel Brodsky
- 2018 : Les Secrets : Sarah
- 2019 - 2020 : Infidèle : Emma Sandrelli
- Depuis 2022 : Vise le cœur : Julia Scola
- 2022 : Enquête à cœur ouvert : Florence Arrieta
- 2022 : Année Zéro : Anna
- 2024 : L'Éclipse de Franck Brett : Johanna Croiset
- 2026 : Un crime (presque) parfait de Christophe Douchand

#### Téléfilms
- 1994 : L'Incruste d'Émilie Deleuze : Ariane
- 1996 : La Dernière Fête de Pierre Granier-Deferre : Marie
- 1996 : Je m'appelle Régine de Pierre Aknine : Régine
- 1997 : Bonjour Antoine de Radu Mihaileanu : Clémentine
- 1999 : Juliette de Jérôme Foulon : Juliette
- 2000 : Juliette : service(s) compris de Jérôme Foulon : Juliette
- 2002 : Le Jeune Casanova de Giacomo Battiato : Elisabetta
- 2002 : Le Secret de la belle de mai de Patrick Volson : Alice
- 2003 : Un homme par hasard d'Édouard Molinaro : Léa Faber
- 2003 : Daddy de Giacomo Battiato : Catherine Lamiel
- 2005 : À la poursuite de l'amour de Laurence Katrian : Camille
- 2006 : La Belle et le Pirate (Störtebeker) de Miguel Alexandre : Elisabeth Preen
- 2007 : Caravaggio d'Angelo Longoni : Fillide Melandroni
- 2008 : Un admirateur secret de Christian Bonnet : Laura
- 2008 : La Vie à une de Frédéric Auburtin : Élisa
- 2009 : Beauté fatale de Claude-Michel Rome : Alice Grant
- 2010 : Le Pigeon de Lorenzo Gabriele : Victoire de Moustier
- 2011 : Dans la peau d'une grande de Pascal Lahmani : Olivia
- 2011 : La Nouvelle Blanche-Neige de Laurent Bénégui : Gabrielle, la sorcière
- 2011 : Jusqu'au bout du monde de Gilles de Maistre : Virginie
- 2013 : Nom de code : Rose d'Arnauld Mercadier : Margot Chapelier
- 2014 : La Dernière Échappée de Fabien Onteniente : Valérie Fignon
- 2016 : L'Inconnu de Brocéliande de Vincent Giovanni : Marie Delorme
- 2018 : La Soif de vivre de Lorenzo Gabriele : Lisa
- 2021 : Harcelés d'Olivier Barma : Isabelle Pradier
- 2021 : Le Furet de Thomas Sorriaux : Lisa Barrot
- 2022 : Menace sur Kermadec de Bruno Garcia : Marie Bréguet
- 2023 : Le Premier venu de Michel Leclerc : Gina
- 2023 : Maman a disparu de François Basset : Céline

### Doublage
- 1996 : Emma, l'entremetteuse : voix française de Gwyneth Paltrow (Emma Woodhouse)
- 1997 : George de la jungle : voix française de Leslie Mann (Ursula Stanhope)
- 1998 : Meet the Deedles : voix française de Ana Gasteyer (Mel)
- 2001 : Monstres et Cie : voix française de Célia, la fiancée de Bob
- 2004 : La ferme se rebelle (Home on the Range) de Will Finn et John Sanford : voix française de Grace
- 2004 : N'oublie jamais (The Notebook) : voix française d'Allie Hamilton
- 2005 : Chicken Little : voix française d'Abby
- 2009 : L'Odyssée magique (attraction de Vulcania) : Titania (voix originale)
- 2016 : Zootopie : voix française de Bellwether, l'adjointe au maire
- 2016 : Nés en Chine de Lu Chuan : la narratrice de la version français

## Théâtre
- 1992 : Paul et Virginie, comédie musicale de Jean-Jacques Debout, Théâtre de Paris : Virginie
- 1995 : L'Importance d'être Constant d'Oscar Wilde, mise scène Jérôme Savary, Théâtre national de Chaillot
- 1997 : Le Libertin d'Éric-Emmanuel Schmitt, mise en scène Bernard Murat, Théâtre Montparnasse
- 2008 : Dîner entre amis de Donald Margulies, mise en scène Michel Fagadau, Comédie des Champs-Élysées
- 2013 - 2014 : The Guitrys d'Éric-Emmanuel Schmitt, mise en scène Steve Suissa, Théâtre Rive Gauche, puis tournée 2014-2015
- 2017 - 2018 : La Garçonnière de Billy Wilder et I.A.L. Diamond, mise en scène José Paul, Théâtre de Paris

## Musique
- 1990-1992 : Piano Bar

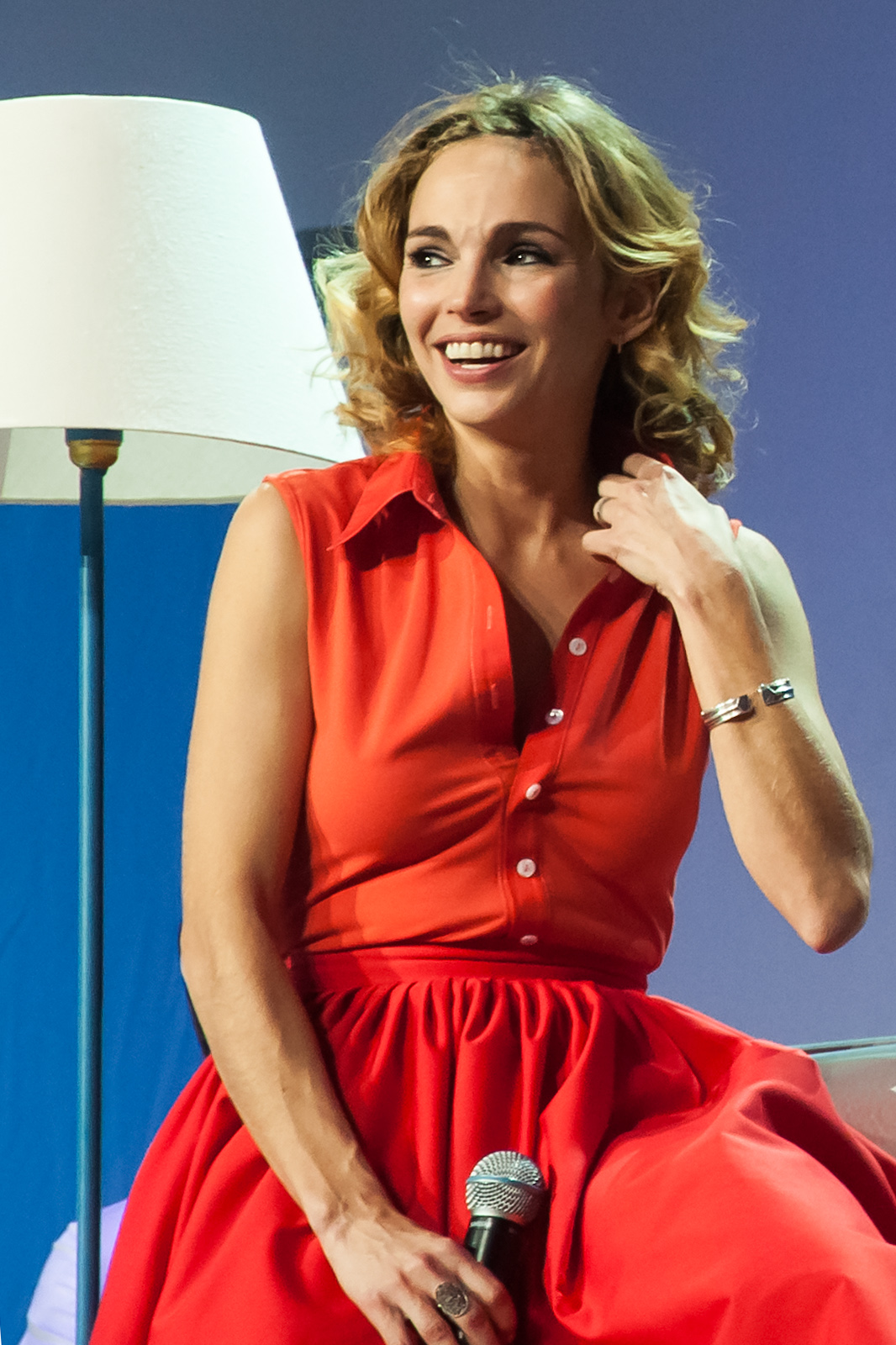
Claire Keim aux Enfoirés le 24 janvier 2013.

- 1994 : les chansons En rêvant et Je ne peux pas lui en vouloir de la saga de l'été, Les Yeux d'Hélène
- 2001 : auteur-compositeur-interprète au sein du groupe Ouakam - concert en mai à La Cigale
- 2001 : Je ne veux qu'elle, en duo avec Marc Lavoine
- 2002 : Participation à un album des Nubians
- 2005 : Participation aux Enfoirés, Le Train des Enfoirés
- 2006 : Participation aux Enfoirés, Le Village des Enfoirés
- 2007 : Premier concert au festival des courts-métrages de Draguignan
- 2007 : Participation aux Enfoirés, La Caravane des Enfoirés
- 2008 : N'oubliez pas les paroles ! du 1er janvier
- 2008 : Participation aux Enfoirés, Les Secrets des Enfoirés
- 2009 : Participation aux Enfoirés, Les Enfoirés font leur cinéma
- 2010 : Participation aux Enfoirés, Les Enfoirés... la Crise de nerfs
- 2010 : You've Got a Friend en duo avec Patrick Bruel lors du concert pour Haïti
- 2010 : La Grande Soirée du Téléthon
- 2011 : Album Libres de chanter pour Paroles de Femmes, duo avec Natasha St-Pier
- 2011 : Sortie de son 1er album Où il pleuvra avec le single Ça dépend, le 10 janvier.
- 2011 : Participation aux Enfoirés, Dans l'œil des Enfoirés
- 2011 : N'oubliez pas les paroles ! du samedi 12 février avec Antoine Duléry
- 2011 : Taratata « spéciale journée de la femme » le 8 mars
- 2011 : Le Show Johnny du samedi 26 mars
- 2011 : Les Années bonheur du samedi 26 mars
- 2011 : Les grandes voix chantent pour le Sidaction le 2 avril
- 2011 : concerts solos à la Comédie des Champs-Élysées les 2 et 9 mai
- 2011 : Taratata « spéciale fête la musique » sur la place des Palais à Bruxelles, le 21 juin
- 2011 : Tournée en octobre, novembre et décembre
- 2012 : Sortie de l'album La Bande des mots le 6 février
- 2012 : Participation aux Enfoirés, Le Bal des Enfoirés
- 2013 : Participation aux Enfoirés, La Boîte à musique des Enfoirés
- 2013 : Participation dans l'album d'Aldebert Enfantillages 2 (chanson Les Amoureux)
- 2014 : Participation aux Enfoirés, Bon anniversaire les Enfoirés
- 2014 : Participation à l'album Kiss and Love (Sidaction)
- 2014 : Participation à l'émission Alors on chante !
- 2014 : Participation à l'émission Les Enfoirés en chœur
- 2015 : Émission Hier encore
- 2015 : Participation aux Enfoirés, Sur la route des Enfoirés
- 2015 : N'oubliez pas les paroles du 9 mai avec Alix Poisson
- 2015 : Reprise de Ti tengu cara, en duo avec Jean-Pierre Marcellesi sur l'album Corsu Mezu Mezu
- 2016 : Participation aux Enfoirés, Au rendez-vous des Enfoirés
- 2016 : N'oubliez pas les paroles du 17 septembre « 100 % tubes »
- 2017 : Participation aux Enfoirés, Mission Enfoirés
- 2018 : Participation aux Enfoirés, Les Enfoirés 2018 : Musique !
- 2019 : Participation aux Enfoirés, Le Monde des Enfoirés
- 2020 : Et demain ? (Et demain ? Le collectif)
- 2020 : Participation aux Enfoirés, Le Pari(s) des Enfoirés
- 2021 : Participation aux Enfoirés, Les Enfoirés à côté de vous
- 2023 : Participation aux Enfoirés, Enfoirés un jour, toujours